# Victoria Pelova
Victoria Pelova (ur. 3 czerwca 1999 w Delft) – holenderska piłkarka, występująca na pozycji pomocniczki w angielskim klubie Arsenal W.F.C. oraz w reprezentacji Holandii. Uczestniczka Igrzysk Olimpijskich 2020 w Tokio, Mistrzostw Świata 2019 i 2023 oraz Mistrzostw Europy 2022 i 2025.

## Statystyki

### Klubowe
Na podstawie:
| Klub           | Sezonów | Liga                    | Liga  | Liga   | Puchar krajowy | Puchar krajowy | Kontynentalne | Kontynentalne | Suma  | Suma   |
| Klub           | Sezonów | Liga                    | Mecze | Bramki | Mecze          | Bramki         | Mecze         | Bramki        | Mecze | Bramki |
| -------------- | ------- | ----------------------- | ----- | ------ | -------------- | -------------- | ------------- | ------------- | ----- | ------ |
| ADO Den Haag   | 2       | Vrouwen Eredivisie      | 67    | 27     | 0              | 0              | –             | –             | 1     | 0      |
| AFC Ajax       | 4       | Vrouwen Eredivisie      | 64    | 11     | 13             | 3              | 6             | 1             | 27    | 3      |
| Arsenal W.F.C. | 3       | FA Women’s Super League | 39    | 4      | 13             | 1              | 7             | 0             | 20    | 0      |
|                | Łącznie | Łącznie                 | 170   | 42     | 26             | 4              | 13            | 1             | 136   | 20     |

### Reprezentacyjne
Na podstawie:
| Gole w reprezentacji | Gole w reprezentacji | Gole w reprezentacji | Gole w reprezentacji | Gole w reprezentacji | Gole w reprezentacji | Gole w reprezentacji | Gole w reprezentacji      |
| Lp.                  | Data                 | Miasto               | Przeciwnik           | Wynik                | Gole                 | Inne                 | Rozgrywki                 |
| -------------------- | -------------------- | -------------------- | -------------------- | -------------------- | -------------------- | -------------------- | ------------------------- |
| 1.                   | 21.07.2021           | Rifu                 | Zambia               | 10:3 (6:1)           | 80'                  |                      | Igrzyska Olimpijskie 2020 |
| 2.                   | 27.07.2021           | Jokohama             | Chiny                | 8:2 (3:1)            | 71'                  |                      | Igrzyska Olimpijskie 2020 |
| 3.                   | 17.07.2022           | Sheffield            | Szwajcaria           | 4:1 (0:0)            | 89'                  | asysta               | Mistrzostwa Europy 2022   |
| 4.                   | 02.07.2023           | Kerkrade             | Belgia               | 5:0 (3:0)            | 63'                  |                      | mecz towarzyski           |
| 5.                   | 052.07.2025          | Lucerna              | Walia                | 3:0 (1:0)            | 48'                  |                      | Mistrzostwa Europy 2025   |

## Sukcesy
Na podstawie:

### Klubowe
- Liga Mistrzyń UEFA 2024/25
- Puchar Holandii 2020/21

### Reprezentacyjne
- II miejsce na Mistrzostwach Świata 2019